# Acacia nefasia
Acacia nefasia é uma espécie de leguminosa do gênero Acacia, pertencente à família Fabaceae.